# محوطه امامزاده زید
محوطه امامزاده زید در شهرستان بوئین‌زهرا، بخش آوج، روستای سنگاوین واقع شده و این اثر در تاریخ ۲۵ اسفند ۱۳۸۰ با شمارهٔ ثبت ۵۵۲۴ به‌عنوان یکی از آثار ملی ایران به ثبت رسیده است.